# Pseudaletis fontainei
Pseudaletis fontainei är en fjärilsart som beskrevs av Henry Stempffer 1961. Pseudaletis fontainei ingår i släktet Pseudaletis och familjen juvelvingar. Inga underarter finns listade i Catalogue of Life.